# Ahnsen
Ahnsen è un comune di 1.145 abitanti della Bassa Sassonia, in Germania.
Appartiene al circondario della Schaumburg ed è parte della Samtgemeinde Eilsen.